# تشهل أميران (حومة بيجار)
تشهل أمیران (بالفارسية: چهل امیران) هي منطقة سكنية تقع في إيران في كردستان. يقدر عدد سكانها بـ 38 نسمة .